# AK–102
Az AK–102 orosz gyártmányú gépkarabély az AK–101 gépkarabély rövidített változata és így a Kalasnyikov-fegyvercsalád egy tagja. Az AK–102, AK–104 és AK–105 nagyon hasonló fegyverek, mindössze kaliberükben és a hozzájuk használt tölténytárakban térnek el egymástól jelentősebb mértékben. Az AK–102 exportra tervezett fegyver, így az 5,56×45 mm NATO lőszert tüzeli.
Az AK–101 és AK–103 gépkarabélyokkal összehasonlítva, melyek teljes méretű gépkarabélyok, az AK–102, AK–104 és AK–105 fegyvercsöve rövidebb, így közepes méretű kategóriájúként helyezkednek el a nagyobb gépkarabélyok és a kompakt AKSZ–74U között. A teljes méretű AK–100-as fegyvercsalád tagjai hosszabb fegyvercsővel, gázdugattyúval és tömör, behajtható polimer puskatusával készülnek, az AKSZ−74U sokkal rövidebb és csővázas válltámasszal van ellátva.
A fegyvertok sajtolt acéllemezből készült. A tölténytár könnyebb, viszont ellenállóbb a korábbi típusokhoz képest, erősített üvegszálból készült. A puskatusa polimerből készült, belül üreges, így helyet biztosítva a tisztítókészletnek. A csőszájra az AKSZ−74U lángrejtője került.

## Fordítás
Ez a szócikk részben vagy egészben  az   AK-102 című angol Wikipédia-szócikk ezen változatának fordításán alapul.  Az eredeti cikk szerkesztőit annak laptörténete sorolja fel. Ez a jelzés csupán a megfogalmazás eredetét és a szerzői jogokat jelzi, nem szolgál a cikkben szereplő információk forrásmegjelöléseként.